# Sembungan (Kejajar)
Sembungan is een bestuurslaag in het regentschap Wonosobo van de provincie Midden-Java, Indonesië. Sembungan telt 1215 inwoners (volkstelling 2010).